# Трентън
Вижте пояснителната страница за други значения на Трентън.
Трентън (на английски: Trenton) е град и столица на американския щат Ню Джърси. Трентън е и окръжен център на окръг Мърсър. През 2010 година градът има 84 913 жители и има обща площ от 21,10 km².

## История
Трентън е основан през 1679 година от квакери. През 1776 година тук се състои битката за Трентън от Американската война за независимост, в която американците под пълководството на ген. Джордж Уошингтън печелят важна победа.

## Известни личности
Родени в Трентън
- Уолтър Илинг Еванс-Уенц (1878 – 1965), антрополог
- Джордж Ентайл (1900 – 1959), композитор
- Ричард Кайнд (р. 1956), актьор
- Грегори Манкю (р. 1958), икономист
- Денис Родман (р. 1961), баскетболист
- Норман Шварцкопф (1934 – 2012), офицер

Починали в Трентън
- Ричард Куклински (1935 – 2006), престъпник